# دير البراموس
دير البراموس (دير السيدة العذراء بوادى النطرون أو دير سيدة البراموس) يرجع تسميته إلى مكسيموس ودوماديوس الرومانيين وهم من آباء القرن الرابع الميلادي. معنى كلمة البراموس (الذي للروم) وهي كلمة يونانية نسبة إلى الأميرين الأخوين مكسيموس ودوماديوس أبنا ملك الروم الذين ترهبنا في الدير.
توجد طريقة اخري لتعريب الاسم وهي «برموس».

## الدير
يقع هذا الدير غرب ملاحات وادى النطرون في بقعة أشتهرت في الأزمنة القديمة باسم نتريا.وبالدير خمسة كنائس أثرية - وهو ملئ بالأيقونات الأثرية ذات الطابع الفنى الفريد. يمثل القسم القديم الحصن أربعة كنائس بالإضافة إلى بعض المخازن اما القسم الثاني الحديث نسبياً فهو يضم كنيسة يوحنا المعمدان وقصر الضيافة الجديد ومكتبة ومخبز بالإضافة إلى مدفن الرهبان (الطافوس) وويحتفظ هذا الدير برفات اثنين من مشاهير الرهبان.

## مكتبة الدير
مكتبة الدير فيها ألاف الكتب ما بين مخطوط ومطبوع وبعدة لغات من بينها العربية والقبطية واليونانية والحبشية والعبرية والإنجليزية والفرنسية والتركية.

### بداية دير البراموس
اختار القديس مكاريوس المكان المعروف الآن بدير البراموس، وحفر لنفسه مغارة وبدأ يتعبد بنسك كثير. وسرعان ما ذاع صيته واجتمع حوله عديد من المريدين الذين أحبوه حباً جماً بسبب أبوته وحكمته والنعمة التي كانت عليه. مكث القديس أنبا مقارفي هذا المكان ما يقرب من عشرين سنة حتى اكتمل دير البراموس واكتظ بالمتوحدين الذين كانوا يعيشون في مغائر حول الكنيسة الرئيسية، إذ لم يكن هناك أسوار بعد.

## أضافات
شيَّد المعلم إبراهيم الجوهرى بدير البرامـوس كنيسـة أنبا أبللـو وأنبا أبيـب (ولكنها هُدمت في سنة 1881م لتوسيع كنيسة مار يوحنا) وقصر السـيدة بالبراموس، وأضاف إلى دير البراموس خارجة من الجهة القبلية، وبنى حولها سوراً وبلغت مساحتها 2400 متراً مربعاً.

## بطاركة من دير البراموس
هذا الدير أشتهر بأن منه خرج 6 بطاركة كان آخرهم المتنيح الأنبا كيرلس السادس.
1. البابا خرستوذولس [ 1040 م – 1077 م ]
2. البابا يؤانس الرابع عشر (96) [ 1571 م – 1585 م ]
3. البابا متاؤس الرابع (102) [ 1660 م – 1675 م ]
4. البابا كيرلس الخامس(112) [ 1875 م – 1927 م ]
5. البابا يؤانس التاسع عشر (113)[ 1928 م – 1942 م ]
6. البابا كيرلس السادس (116) [ 1959 م – 1971 م ]